# Stefan Merunka
Stefan Merunka (München, 4. listopada 1994.) je bivši švedsko-hrvatski tenisač. Nastupao je na nekoliko ATP World Tour 250 serija uključujući Malaysian Open, Austrian Open i Moselle Open, a postao je europski juniorski prvak pobijedivši Jeroen Vannestea u finalu Europskog juniorskog prvenstva u Plzenu, Češka, 2008. godine.
Član Teniskog kluba 2006 iz Sarajeva.

## Životopis
Stefan Merunka rođen je 1994. godine. Govori hrvatski, njemački, švedski i engleski jezik. Stefan Merunka postao je profesionalni tenisač 2013. godine natjecajući se pretežno na ITF-ovim turnirima i turnirima ATP Challenger. Postao je europski juniorski prvak pobijedivši Jeroen Vannestea u finalu Europskog juniorskog prvenstva u Plzenu, Češka, 2008. godine. Nastupao je na nekoliko ATP World Tour 250 serija, uključujući ATP Malaysian Open, Austrian Open i Moselle Open, te se više od pet godina održao na ATP lista u singlu. Stefan Merunka je bio član nacionalnog tima u juniorskim konkurencijama, te je nastupao za TC Brückmühl-Feldkirchen, teniski klub koji se nalazi u najvisem rangu njemačkog tenisa, prvoj Bundesligi. Nakon završetka teniske karijere, Stefan Merunka je osnovao nekoliko teniskih akademija u Njemačkoj. 
Rujna 2013. izborio je plasman na ATP-ovu listu. U egipatskome Sharm el Sheikhu kao dopobjednik izlučnog turnira izborio je ulazak u glavni turnir je jer prvi nositelj otkazao nastup čime se Merunci otvorilo mjesto.

## Vanjske poveznice
- na stranici ATP Toura (engl.)
- na CompanyHouse stranici (engl.)